# Megachile amabilis
Megachile amabilis är en biart som beskrevs av Cockerell 1933. Megachile amabilis ingår i släktet tapetserarbin, och familjen buksamlarbin. Inga underarter finns listade i Catalogue of Life.